# Schwanzprämie

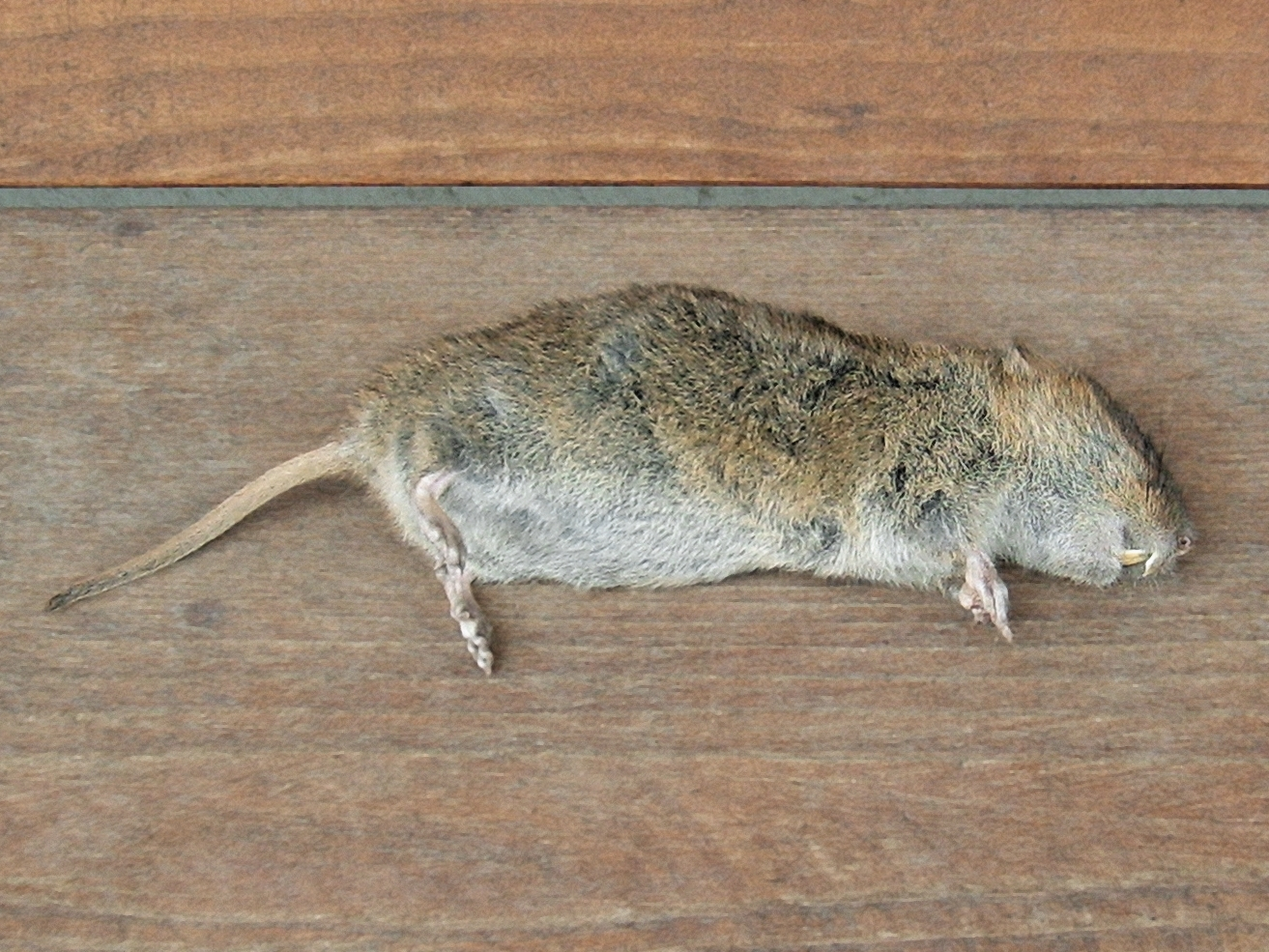
Getötete Große Wühlmaus (Arvicola terrestris)

Als Schwanzprämie oder Mausschwanzprämie wird eine traditionelle Prämie bezeichnet, die für das Fangen von Mäusen bzw. vor allem von Wühlmäusen, der mit ihnen verwandten Bisamratten sowie Nutrias ausgelobt wird. Es handelt sich dabei um eine finanzielle Vergütung, die für jedes gefangene und getötete Tier gezahlt wird.

## Verbreitung
Der früher weit verbreitete Brauch war in jüngerer Zeit noch an vielen Orten in Südbaden und der Schweiz anzutreffen. Auslober war bzw. ist meist die jeweilige Gemeinde. Der Nachweis erfolgt traditionell durch Vorlegen des abgeschnittenen Mausschwanzes. Die Beseitigung des restlichen toten Tieres obliegt in der Regel dem Mäusejäger.
Für Mäuse ist diese Tradition nur noch in zwei Orten in Baden-Württemberg sowie in verschiedenen Regionen in der Schweiz bekannt. Jedoch gibt es in Deutschland und den Niederlanden noch zahlreiche Bisamfänger, die in staatlichem Auftrag, vor allem in Gebieten mit Deichbauten, die Bisamratte bejagen.

## Wühlmäuse als Schädlinge

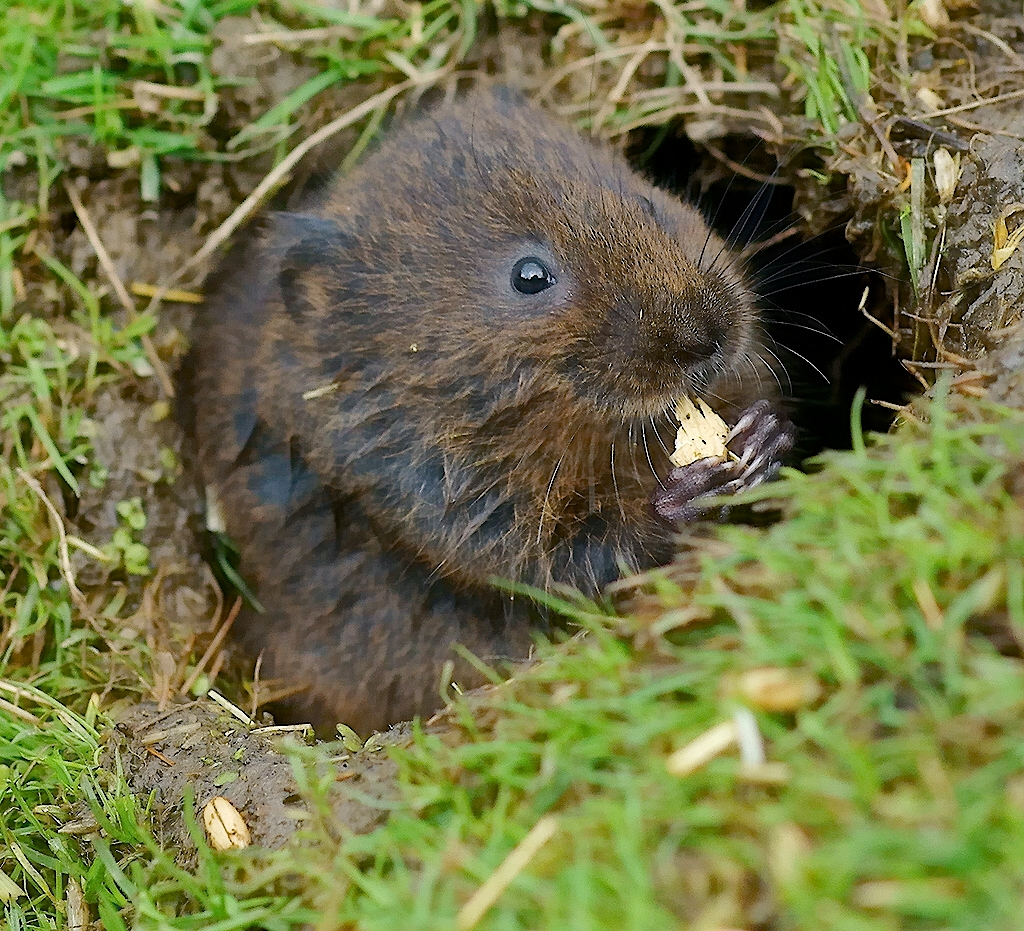
Schermaus in der Öffnung eines unterirdischen Gangs beim Fressen eines Samenkorns

In Teilen Europas werden aus der Säugetiere-Unterfamilie der Wühlmäuse (Arvicolinae) vor allem die sogenannten Großen Wühlmäuse von der Art Arvicola terrestris, auch Ostschermaus oder kurz Schermaus genannt, als Schädlinge angesehen. Dies gilt insbesondere auch für den Raum Südbaden und die Schweiz, die früher von regelrechten Mäuse- und auch Rattenplagen heimgesucht wurden. Das sonstige Verbreitungsgebiet der Ostschermaus umfasst große Teile der Paläarktis und reicht von Großbritannien bis zur Lena in Sibirien.
Ostschermäuse fressen unter anderem Blumenzwiebeln, Gemüse und Rüben sowie die Wurzeln von Gras, Klee und sogar Obstbäumen. Sie richten vor allem durch Wurzelfraß in Obstplantagen und Baumschulen sowie in Gemüsekulturen wirtschaftlich relevante Schäden an. Die Erdhaufen, die sie beim Graben unterirdischer Gänge in landwirtschaftlich genutzten Wiesen nach oben befördern, haben insbesondere in Alm- und Berglagen ebenfalls schädigende Auswirkungen. So setzen die Erdhaufen den Messerklingen von Motormähern zu, mit denen das Gras auf Alm- und Bergwiesen heute meist gemäht wird: Die Schneiden werden schneller stumpf und müssen geschliffen werden. Vor allem können die Mäuse aber eine ganze Heuernte vernichten; der pulverisierte Aushub ihrer Gänge kann den Geschmack des Futters derart verschlechtern, dass die Rinder es nicht fressen. Solche Debakel sollen früher manchen Bauern schon die Existenz gekostet haben. Außerdem können Bitterstoffe, die mit dem Erdreich ins Heu gelangen, leicht die Milch der Kühe ungenießbar machen – und ebenso den aus ihr gewonnenen Käse.
Das Schadenspotenzial von Wühlmäusen gilt als nahezu unbegrenzt. Auf einer Fläche von einem Hektar, was nur wenig mehr als einem Fußballfeld entspricht, können bis zu 1000 Exemplare hausen. Durch Erdhaufen und eingestürzte Gänge können solche Flächen dann schnell in einen „Sturzacker“ verwandelt werden, auf denen beispielsweise heutige Rasenmähertraktoren kaum mehr vorankommen.

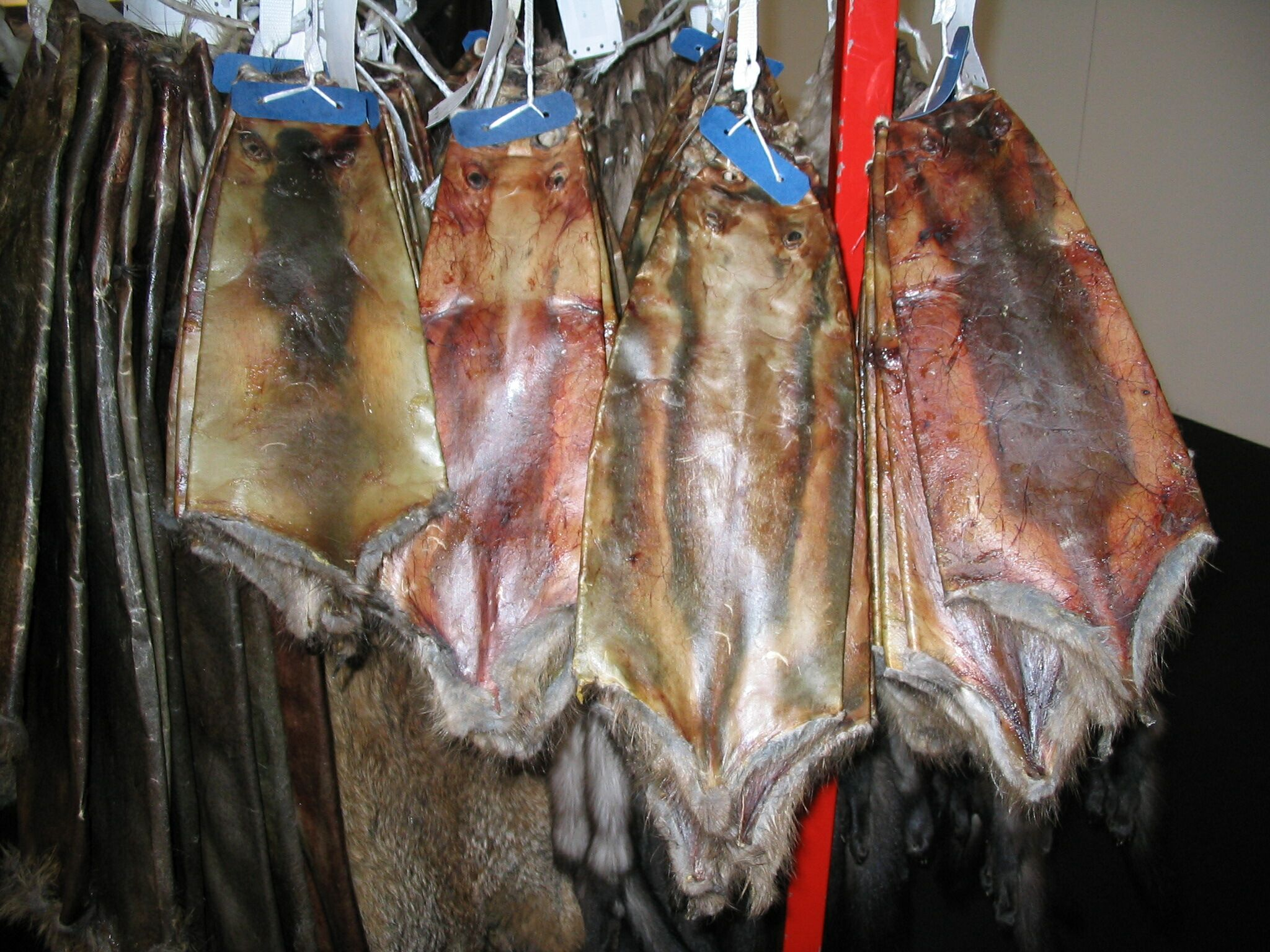
Europäische Bisamfelle, mit der Lederseite nach außen abgezogen – ohne die Schwänze

Auch die Bisamratte gehört zur Familie der Wühlmäuse. Eigentlich in Nordamerika heimisch, wurde sie nach 1905 in Böhmen und anderen Orts zur Pelzgewinnung angesiedelt oder entkam aus Pelztierfarmen. Innerhalb kurzer Zeit hat sie sich über große Teile Asiens und Europas ausgebreitet, 1939 wurde die Gesamtbevölkerung der Tiere für Mitteleuropa auf 10 Millionen geschätzt. Als die ersten Schäden an Dämmen, Kanälen und Deichanlagen infolge der Wühltätigkeit von Bisamratten bekannt wurden, wurden Gesetze zur Bekämpfung der Ratte erlassen. Bereits am 26. Juli 1913 wurde in Österreich-Ungarn die erste Verfügung erteilt, ein Jahr später für das Königreich Böhmen; mit einem Gesetz vom 2. Februar 1926 in Deutschland. Staatliche Stellen mit ausdrücklich dafür angestellten Bisamjägern wurden mit der rücksichtslosen Bekämpfung beauftragt, jede Hege oder Zucht wurde verboten. Anfangs mussten dafür nicht unbedingt extra Fangprämien gezahlt werden, die etwa 20 cm langen Schwänze also nicht abgeliefert werden; der Wert des Pelzes war Anreiz genug, die erbeuteten Tiere gehören dem Erleger.
Schon in den 1930er Jahren bis lange nach dem Zweiten Weltkrieg war Bisam einer der wichtigsten Artikel der Pelzbranche. Obwohl die Schwanzprämie nur 3 Mark betrug, gab es 1992 allein im nordrheinwestfälischen Wasserverband Obere Lippe noch 340 ehrenamtliche Bisamfänger. Gegen Ende des 20. Jahrhunderts begann die Pelzmode das Bisamfell zu vernachlässigen, auch stiegen die Gerberlöhne im Rahmen der allgemeinen Lohnsteigerungen so sehr an, dass sich die Verwertung in Europa kaum mehr lohnte, der Ankaufspreis für ein sehr gutes Fell lag 2009 unter 3 €. In den letzten Jahren wurden deshalb in Deutschland und den Niederlanden vermehrt Bisamfänger gesucht. Obwohl der schöne Pelz sehr gute Trageeigenschaften hat, werden die Kadaver der Ratten weiterhin meist mitsamt dem Fell entsorgt. Die Fänger erhalten als Anreiz immer noch nach Ablieferung der Schwänze eine Schwanzprämie, im Jahr 2009 waren dies im Wasserverband Obere Lippe 5,20 €. Im Jahr 2019 wurde im Kreis Gütersloh eine einheitliche Prämie für jeden erlegten Nutria oder Bisam von zehn Euro gezahlt. Um den Fang oder das Erlegen nachzuweisen, mussten Jäger den Schwanz des Tieres bei den Erfassungsstellen abgeben.
Die Zahlung von Prämien pro abgelieferten Tier wirkt jedoch unter Umständen kontraproduktiv, da der Einlieferer womöglich kein Interesse daran hat, die Tiere auszurotten und sich damit einer Verdienstquelle zu berauben. Diese Hypothese wird auch als Kobra-Effekt bezeichnet. Die Bezeichnung bezieht sich auf ein angebliches Ereignis in Britisch-Indien, wo die Anzahl der Schlangen nicht gemindert wurde, da die Bevölkerung dazu übergegangen sein soll, Kobras zu züchten, um weiterhin von der Prämie zu profitieren.

## Traditionelle Mäusejagd in Baden-Württemberg und der Schweiz
In Baden, Württemberg und der Schweiz wurde die Mäusejagd traditionell durch Privatpersonen als Hobbyjäger ausgeübt, oft auch von Kindern und Jugendlichen; wozu die von den jeweiligen Gemeinden ausgelobten Schwanzprämien einen Anreiz boten und so den Zuverdienst eines Taschengelds (in der Schweiz Sackgeld genannt) ermöglichten. In der Schweiz kann die prämienbelobte Mäusebekämpfung unter anderem bereits für das Jahr 1911 in der Gemeinde Saanen im Kanton Bern nachgewiesen werden. Damals gab es dort eine erste Mäuseplage und es wurde als Gegenmaßnahme eine „Schwanzprämie“ eingeführt. Die im heutigen Chalet-Ort Saanen bis in die Gegenwart praktizierte Gepflogenheit diente als Vorlage für eine entsprechende Ratefrage in einer 2005 ausgestrahlten Folge der Fernseh-Comedyreihe Genial daneben – Die Comedy Arena.

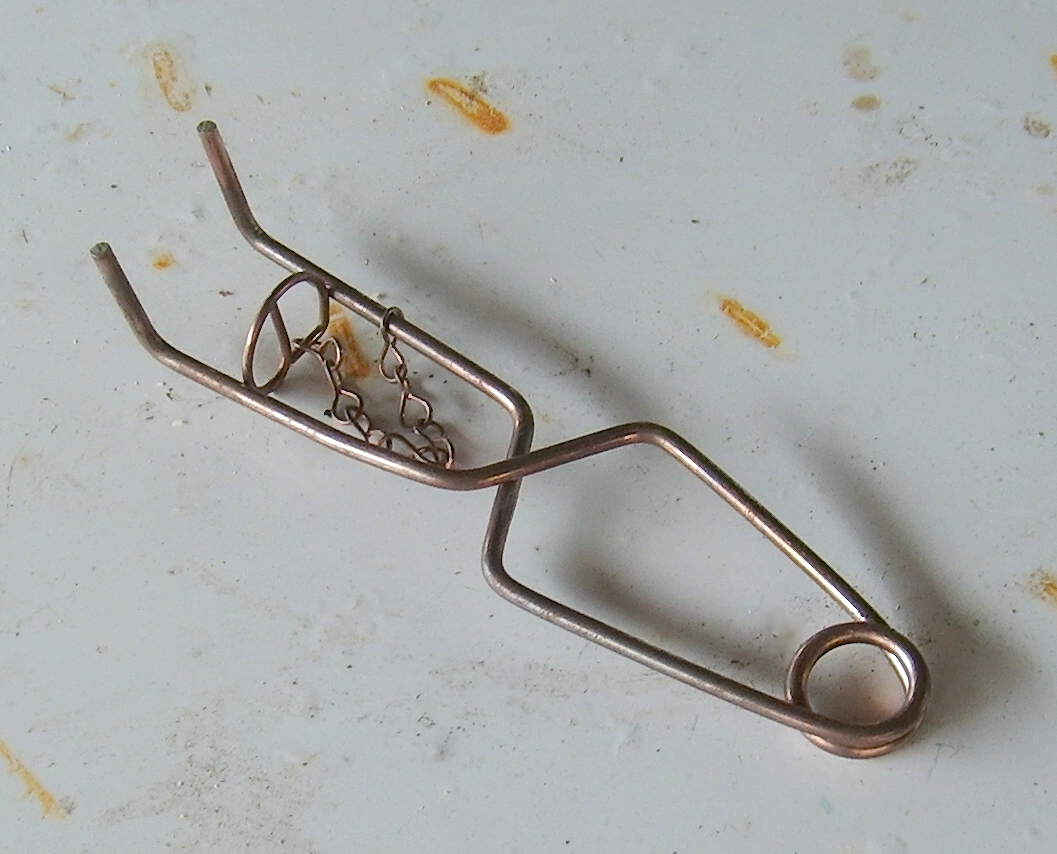
Wühlmausfalle (Tötungsfalle bzw. Schlagfalle) aus Federstahl

Die Mäusejager setzen heute meistens Wühlmausfallen in Form von Tötungsfallen ein. Dabei handelt es sich vor allem um mechanische Schlagfallen, bei denen beim Auslösen der Falle das Rückgrat der Tiere gebrochen wird, was in den meisten Fällen zum sofortigen Tod führt. Hierzu gehören unter anderem Schlagfallen aus dickem Federstahl, die großen Sicherheitsnadeln ähneln (siehe Bild) und am Eingang der unterirdischen Maus-Gänge eingegraben werden. Sobald die Tiere herauskommen und dabei den Spannring berühren, schnellen die Fallen infolge der starken Federwirkung zusammen und brechen ihnen das Genick. Die getöteten Tiere werden dann von den Mäusejägern entsorgt, nachdem sie zuvor den relativ dünnen Schwanz abgeschnitten haben. Die Mausschwänze dienen als späterer Nachweis zur Auszahlung der Prämie und werden entsprechend gesammelt.
Einige, jedoch weniger werdende, Schweizer Gemeinden bezahlen noch immer eine Schwanzprämie von meist einem Franken pro Mäuseschwanz. Dazu gehören zum Beispiel das im Kanton Bern gelegene Bergdorf Lauenen, wo 2003 insgesamt knapp 3300 Mausschwänze mit jeweils einem Franken vergütet wurden, und die St. Galler Gemeinde Sennwald, wo gegen Ende der 2000er-Jahre pro Jahr rund 4000 bis 5000 Mausschwänze bei der Gemeinde abgegeben wurden. In Langenbruck im Kanton Basel-Landschaft wurde die Schwanzprämie Mitte der 2000er-Jahre sogar wieder eingeführt – weil sie „alle im Tal ausrichten“, wie es dazu bei der Gemeinde hieß. Indes wurde die Mausschwanzprämie in der 1500-Einwohner-Gemeinde Ersigen im Kanton Bern zum Ende des Jahres 2009 aufgehoben. Zuvor gab es dort einen Franken pro Schwanz – im Schnitt wurden beim Wegmeister der Gemeinde bis zu 2000 solcher Schwänze abgegeben, womit sich vor allem Landwirte ein Taschengeld bzw. Sackgeld dazuverdienten.
In Deutschland wurde zuletzt nur noch im südbadischen Hohentengen am Hochrhein eine sogenannte „Mausschwanzprämie“ gezahlt, die mindestens seit den 1940er-Jahren bekannt ist. Das Gemeindeamt entrichtet dort gegenwärtig (2011/2012) gemäß Beschluss des Gemeinderats einen Betrag in Höhe von 50 Cent pro totes Tier. Dabei sind besonders Wühlmäuse im Visier der noch aktiven, meist älteren Mäusejäger, welche für die von ihnen als Nachweis für ihr Fangergebnis abgelieferten Mausschwänze teils eine Jahresprämie zwischen 50 und 100 Euro erzielen. Außerdem wurde im Jahre 2012 im württembergischen Notzingen die Mausschwanzprämie (50 Cent) wieder reaktiviert.
Heute erfolgt die allgemeine Bekämpfung von Nagetieren wie Wühlmäuse und insbesondere Schermäuse hauptsächlich durch verschiedene Schädlingsbekämpfungsmittel, dabei vor allem durch Vergiften mit chemischen Mitteln wie Rodentizid.

## Tierschutz
In der Schweiz und auch in Deutschland kritisieren Tierschützer mittlerweile die immer noch von einigen Gemeinden ausgelobte Schwanzprämie und fordern ein Ende des Brauchs, wie zum Beispiel 2010 die Schweizer Stiftung für das Tier im Recht (TIR) und der Schweizer Tierschutz (STS). „Da Laien am Werk sind – oft Kinder –[,] ist nicht sichergestellt, dass die Mäuse nicht leiden müssen“, sagte Andreas Rüttimann von der Stiftung TIR und forderte: „Die Gemeinden sollten den Brauch einstellen und Experten ans Werk lassen.“ Und Eva Waiblinger, Nager-Expertin beim Schweizer Tierschutz, bezweifelte, „dass die Mäusejäger die Schermäuse wirksam dezimieren können“.
Der Schweizerische Bauernverband (SBV) verteidigte indes die Praxis und begründete dies auch damit, dass die Nager auf den Feldern riesige Schäden anrichteten. „Man kann die Fallen kaum falsch stellen: Schnappt sie zu, ist die Maus in der Regel sofort tot“, so der Bauernverbands-Sprecher Matthias Singer. Auch seitens der traditionellen Mäusejäger wurde die Kritik zurückgewiesen und zudem darauf verwiesen, dass bei den von ihnen verwendeten Schlagfallen im Unterschied zum Vergiften die Mäuse sofort tot sind.